# Gasoline Alley
Gasoline Alley – drugi solowy album angielskiego piosenkarza rockowego Roda Stewarta. Został wydany w 1970 roku.

## Lista utworów
Strona pierwsza
| 1. | „Gasoline Alley” (Rod Stewart, Ronnie Wood)             | 4:02  |
|    |                                                         |       |
| 2. | „It’s All Over Now” (Bobby Womack, Shirley Jean Womack) | 6:22  |
|    |                                                         |       |
| 3. | „Only a Hobo” (Bob Dylan)                               | 4:13  |
|    |                                                         |       |
| 4. | „My Way of Giving” (Ronnie Lane, Steve Marriott)        | 3:55  |
|    |                                                         |       |
|    |                                                         | 18:32 |
|    |                                                         |       |
Strona druga
| 1. | „Country Comfort” (Elton John, Bernie Taupin)                                          | 4:42  |
|    |                                                                                        |       |
| 2. | „Cut Across Shorty” (Wayne Walker, Marijohn Wilkin)                                    | 6:28  |
|    |                                                                                        |       |
| 3. | „Lady Day” (Rod Stewart)                                                               | 3:57  |
|    |                                                                                        |       |
| 4. | „Jo’s Lament” (Rod Stewart)                                                            | 3:24  |
|    |                                                                                        |       |
| 5. | „You’re My Girl (I Don’t Want to Discuss It)” (Dick Cooper, Beth Beatty, Ernie Shelby) | 4:27  |
|    |                                                                                        |       |
|    |                                                                                        | 22:58 |
|    |                                                                                        |       |